# بيل هندرسون (لاعب كرة قدم أسترالي)
بيل هندرسون (بالإنجليزية: Bill Henderson)‏ هو لاعب كرة قدم أسترالي، ولد في 23 نوفمبر 1929. شارك مع منتخب أستراليا لكرة القدم.

## روابط خارجية
- بيل هندرسون على موقع أوليمبيديا (الإنجليزية)